# لا مارتینا
لا مارتینا (انگلیسی: La Martina) شرکت تجهیزات ورزشی آرژانتینی است، که در سال ۱۹۸۵ توسط لاندو سیمونتی تأسیس شد.